# Kostas Hatziantoniou
Kostas Hatziantonìou (in greco Κώστας Χατζηαντωνίου?; Rodi, 1965) è uno scrittore e storico greco.

## Biografia
È cresciuto e ha completato gli studi superiori a nella città natale di Rodi. Ha studiato scienze politiche e della pubblica amministrazione presso la facoltà di giurisprudenza dell'Università di Atene. Oggi vive con la famiglia ad Atene. 
Ha debuttato in letteratura nel 1990 come editore della rivista letteraria Remvy. Da allora ha collaborato con molte riviste letterarie greche con pubblicazioni enciclopediche, saggi di critica e articoli storici. La sua opera letteraria comprende racconti, studi storici sull'ellenismo in Asia Minore, Cipro e Himara, saggi e biografie.
Il suo primo libro, Η κόρη του Ιεφθάε (La figlia di Iefte), è stato pubblicato nel 1992.
Il suo romanzo Αγκριτζέντο (Agrigento) è stato pubblicato nel 2009. Esso presenta le vicende di un gruppo di persone alle quali la vita ordinaria non basta: Pausanias Anchitus è uno strano medico anziano ossessionato dalla storia antica e dal filosofo Empedocle; sua figlia, l'artista Isabella, cerca la redenzione, ma non attraverso l'arte bensì in un destino personale imprevedibile; Gaetano, rispettoso della legge, riflette sulla vita dissipando i miti popolari sulla criminalità organizzata; il greco Linos, che sceglie di fuggire e tornare al suo primo amore per salvarsi dalla noia e dal crollo della sua terra natale; e un prete cattolico che, insieme a suo fratello, ricorda le persone e gli eventi di un'altra, sconosciuta Sicilia. La storia segue la vita parallela dei personaggi e il loro incontro nella città di Agrigento. 
Nel 2001 il romanzo ha ricevuto il Premio letterario dell'Unione Europea. Tra i libri in lingua greca vincitori del premio è stato il primo, e finora l'unico, tradotto in italiano. 
Ha ottenuto premi dalla sezione greca del PEN Club e dalla "Company of Christian Letters" (Società delle lettere cristiane), oltre al "Premio P. Foteas" per la saggistica. Nel periodo 2009-2011 è stato eletto membro del "Committee of the National Literary Awards of Greece" (Comitato dei premi letterari nazionali della Grecia). È membro del comitato esecutivo della "Kostis Palamas Foundation" (Fondazione Kostis Palamas). Dal 2015 dirige la rivista letteraria Το κοράλλι (Il corallo).

## Opere

### Narrativa
- La figlia di Jephthae, Atene, Latmos, 1992
- Il libro della bile nera, Atene, Paroussia, 2001
- Agrigento, Atene, Livanis, 2011 [Ideogramma, 2009]

### Saggistica e storia
Tra la opere non narrative si segnalano: due biografie, una Storia della Grecia moderna ed una Storia dell'Asia Minore in quattro volumi.

## Traduzioni in italiano
- Kostas Hatziantoniou, Agrigento, trad. di A. Di Giugno, coll. Biblioteca dell'acqua, Roma, Athmosphere Libri, 2015, ISBN 978-8865641552